# Juan de Capadocia
Juan de Capadocia (griego: Ἰωάννης ὁ Καππαδόκης, latín: Flavius Marianus Michaelius Gabrielius Archangelus Ioannes) fue un prefecto del pretorio de Oriente en el Imperio bizantino bajo el emperador Justiniano I. Fue nombrado para dirigir la primera comisión sobre el nuevo código legal de Justiniano, el Corpus iuris civilis, y se convirtió en el principal asesor legal de Justiniano. También fue nombrado prefecto pretoriano del Este, con poder para introducir nuevos impuestos sobre la población. Los nuevos impuestos eran muy impopulares, y el populacho involucrado en los disturbios de Niká de 532 exigió que tanto Juan como el cuestor Triboniano fueran destituidos. Justiniano así lo hizo, hasta que los disturbios hubieron sido sofocados, tras lo cual se restableció a Juan como prefecto y a Triboniano como cuestor.
Después de los disturbios, que habían sido apoyados por la clase alta de los senadores, Juan, que tenía los mismos antecedentes de clase baja que Justiniano, se hizo aún más importante en los asuntos políticos. Fue nombrado patricio y consul ordinarius de 538. Influyó en las decisiones militares de Justiniano, colaborando en el borrador de la "paz perpetua" con Cosroes I de Persia y convenciendo a Justiniano de no agotar el Tesoro público, con una gran expedición al norte de África. También trabajó con el emperador para reducir el tamaño de la burocracia, tanto en Constantinopla como en las provincias, desarrollando una rudimentaria meritocracia.
Sin embargo, también tenía poderosos enemigos. Teodora, la esposa de Justiniano, se sintió agraviada por la enorme cantidad de poder e influencia que cayó en manos de Juan. En 541, Teodora le acusó de traición, siendo destituido. La burocracia del Imperio volvió a caer en la corrupción bajo los sucesivos ministros.